# روي سترونج
روي سترونج (بالإنجليزية: Roy Strong)‏ هو كاتب سير ذاتية بريطاني، ولد في 23 أغسطس 1935 في Winchmore Hill ‏ في المملكة المتحدة.

## وصلات خارجية
- روي سترونج على موقع IMDb (الإنجليزية)